# جين فورد (لاعب كرة قاعدة)
جين فورد (بالإنجليزية: Gene Ford)‏ هو لاعب كرة قاعدة أمريكي، ولد في 23 يونيو 1912 في فورت دودج في الولايات المتحدة، وتوفي في 7 سبتمبر 1970 في إميستسبيرغ في الولايات المتحدة.